# سباق المبارة

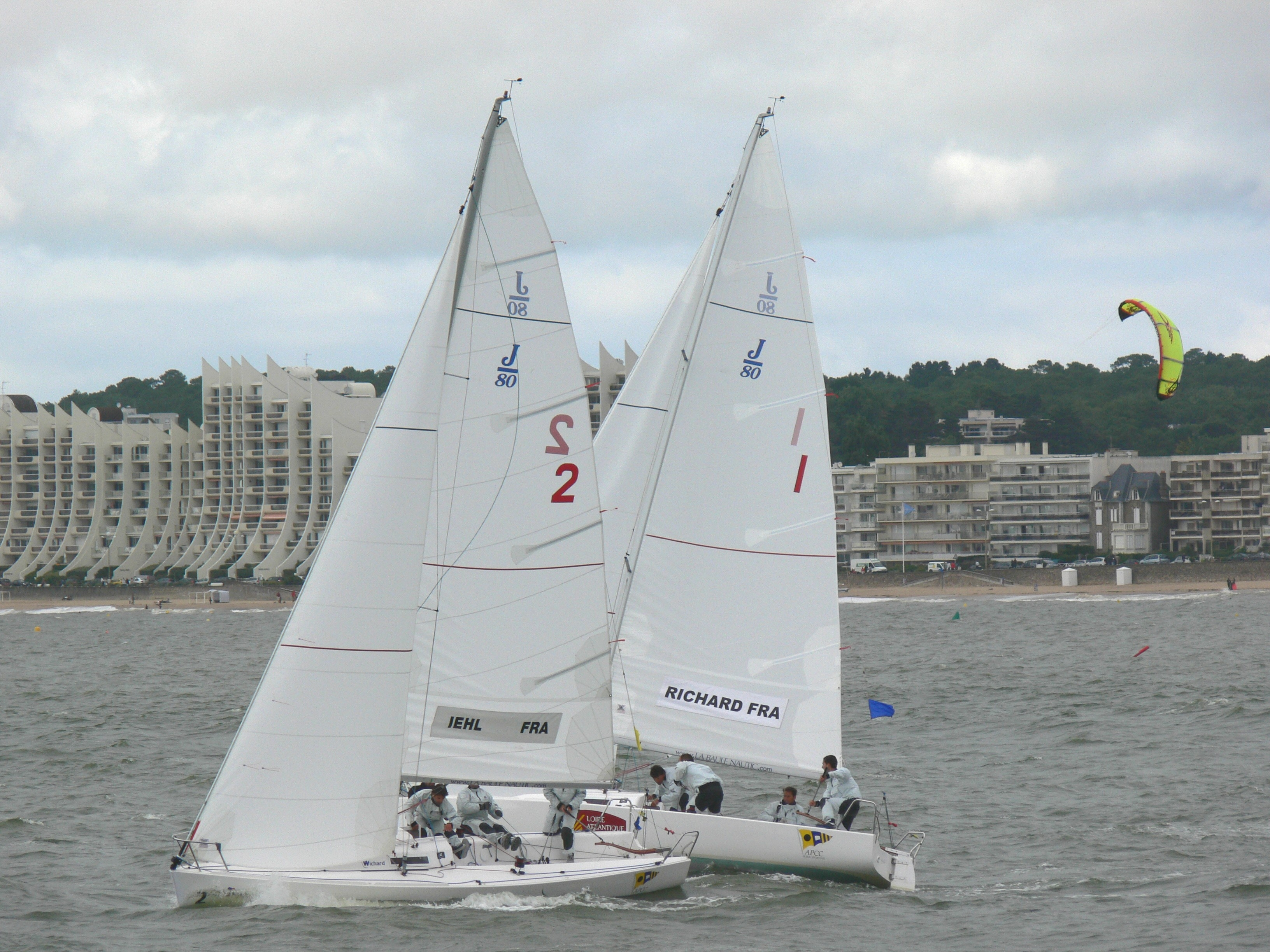

سباق المباراة هو سباق بين متنافسين، يتنافسان وجهاً لوجه.
في سباق المراكب الشراعية، يتم تمييزه عن سباق الأسطول، والذي يتضمن دائمًا تقريبًا ثلاثة متنافسين أو أكثر يتنافسون ضد بعضهم البعض، وسباق الفرق حيث تتنافس الفرق المكونة من 2 أو 3 أو 4 قوارب معًا في سباق جماعي، مع دمج نتائجهم.
في سباق الخيل، كان هذا التنسيق تاريخيًا يستخدم للأحداث لمرة واحدة، ولكن في عام 2009، تم إنشاء الرابطة الدولية لسباق المباريات لتمكين أي شخص من الدخول في سباق خيل واحد لواحد في حلقات نصف ميل لجميع التضاريس.

## إبحار
كأس أمريكا هي مسابقة دولية في الإبحار، تبث في جميع أنحاء العالم. هناك ثلاثة سباقات فردية أو ما يعادل ثلاث مباريات في معظم الرياضات الأخرى. كأس أمريكا هي فئة من الإبحار تسمى سباقات المباريات حيث يتنافس قاربان متشابهان في سباق أو مجموعة من السباقات لتحديد القارب الذي يتنافس على متنه أفضل طاقم. في الإبحار هناك ثلاث طرق رئيسية للمنافسة من أجل العثور على أفضل بحار أو طاقم أو قارب، هي سباق الأسطول وسباق المبارة وسباق الفرق؛ تدار جميعها من قبل نفس الهيئة الإدارية (إيساف-ISAF)، على الرغم من أن لكل منها قواعد مختلفة قليلاً.

## التاريخ
تم تحديد أسباب سباق المباريات في الأصل عندما كان من المقرر أن تقام أول كأس أمريكا في حدث فريد من نوعه. تم تعيين قواعد سباق المباريات بحيث يمكنك الحصول على قاربين متشابهين ضمن قاعدة الصندوق. قاعدة الصندوق هي التي تحدد الحجم الإجمالي الأقصى للقوارب في الفئة، بالإضافة إلى ميزات مثل الاستقرار. حيث يؤدي ذلك إلى مواجهات وجهاً لوجه في محاولة للعثور على أفضل أطقم وفرق الإبحار. تسمح هذه القواعد لأحد القوارب بمحاولة مهاجمة الآخر لإجبارة بالقيام بخطئ ومن ثم معاقبته بحيث يتعين عليه القيام بما يسمى ثلاثة وستين (هذا هو دوران القارب ثلاثمائة وستين درجة أو القاعدة التي تنص على: قفزة واحدة في نفس الاتجاه)،  مما يضع بعد ذلك القارب المعاقب في وضع غير مواتٍ مقارنة بالآخرين. بعد كأس أمريكا، حدث أول سباق حقيقي للمباراة في كأس أوميغا الذهبي في برمودا عام 1937. كان يعتبر أول سباق مباراة فعلي، لأنه تم إبحاره في قوارب من تصميم واحد (قوارب متطابقة تمامًا كما تم بناؤها وإدارتها من قبل نفس الأشخاص)، في حين أن كأس أمريكا تطبق قاعدة الصندوق التي تسمح لكل قارب من القوارب أن يكون بسرعات مختلفة. القائد الذي فاز بسباق القوارب كان بريجز كننغهام. كما فاز بريجز كانينغهام بكأس أمريكا الأول التي أقيمت والتي تضمنت قاعدة الصندوق. نظرًا لأن كأس أوميغا الذهبي حقق نجاحًا كبيرًا، فقد نما سباق المباريات بشكل كبير وخلق شكلًا جديدًا من الإبحار التنافسي الذي كان يجب أن تتم إدارة قواعده وتوحيدها بحيث تكون القواعد هي نفسها في كل مكان. نتج عن ذلك مؤتمر World Match Race ، الذي كان بمثابة اجتماع مع مندوبين من جميع منظمي سباقات القوارب الكبرى الذين قرروا القواعد والقيود والذين يشرفون الآن على جميع جولات سباق المبارة للقوارب.

## كيفية اقامة السباق
تتميز جولة سباق المبارة بإعدادات بسيطة للغاية مقارنة بسباقات الأسطول. في سباقات المباريات عادة ما تكون هناك أربع مراحل، على الرغم من أن بعض الأحداث - مثل كأس أمريكا 2013 الذي يحتوي على خمسة - قد تحدد مسارًا مختلفًا. اثنان من المراحل في عكس اتجاه الريح، والمرحلتين الأخريين في اتجاه الريح. في المرحلة الأولى، تتسباق القوارب بعكس الريح من أجل الوصول إلى علامة الريح بأسرع ما يمكن دون معاقبة بينما تحاول أيضًا معاقبة القوارب الأخرى. عندما تصل قواربهم وطاقمهم إلى علامة الريح، فإنهم يدورون حولها تاركينها إلى اليمين، أو الجانب الأيمن من القارب. عندما يدورون حول العلامة لا يمكنهم لمسها، ثم ينتقلون إلى المرحلة الثانية. في المرحلة الثانية، تتجه القوارب باتجاه الريح، لذلك يرفعون أشرعتهم المتحركة أو اشرعة الريح (spinnaker) ويذهبون إلى ما يسمى بوابة الإبحار، مرة أخرى في محاولة للوصول إلى البوابة بأسرع ما يمكن عن طريق الابتعاد عن القارب الآخر للحصول على رياح صافية أو ازعاج القارب الآخر لاعتراض الريح والتخفيف منها دون نيل عقوبة. البوابة الداخلة هي عندما يكون هناك علامتان (عوامات) ويكون اختيار الطاقم لأي واحدة سوف يلتف حولها بمجرد أن يبدأوا التقريب بالانتقال بين العلامتين وإنهاء التقريب بعلامة واحدة فقط بجانبهم. عندما تمر القوارب من البوابة يكونون في المرحلة الثالثة من السباق. المرحلة الثالثة هي في الأساس تكرار للمباراة الأولى حيث الإبحار عكس اتجاه الريح باتجاه علامة الريح. بمجرد أن تدور القوارب حول علامة الريح مرة أخرى، تكون في المرحلة الرابعة والأخيرة حيث تتسابق في اتجاه الريح نحو النهاية على أمل الفوز.

## سباق المباراة في الإبحار
يتضمن سباق المباريات في الإبحار سباقين بين قاربين، ويتناقض مع سباقات الأسطول (على الأقل 3 قوارب، غالبًا كثيرة، جميعها تتسابق ضد بعضها البعض) وسباق الفرق (فريقان من 2 أو 3 أو 4 قوارب لكل فريق).

### تكتيكات
مع وجود أسطول كبير بما يكفي، سيكون القارب الفائز عمومًا هو الذي يجد أسرع طريقة ممكنة للالتفاف حول المسار. في المقابل، سوف يركز متسابق المبارة فقط على عبور الخط النهائي قبل خصمه: هذا يعني في بعض الأحيان أن يسلكوا طريقًا ليس بأسرع ما يمكن، على سبيل المثال من أجل إبطاء خصمهم. ولأجل ذلك تم تطوير إجراءات روتينية خاصة قبل البدء  واثنين من التكتيكات الأخرى التي تنشأ من هذه العقلية هما التغطية الضيقة وانتزاع الأخطاء.
من خلال التغطية الضيقة، سيحاول القارب الرئيسي البقاء بالقرب من خصمه قدر الإمكان أثناء البقاء في المقدمة. على سبيل المثال، إذا كان على ساق اتجاه الريح وفقدان قارب gybes نحو الجانب الأيمن من الطبيعي أن قارب الفوز تنسجم نحو الجانب الأيمن من الدورة كما لو جيدا حتى يظهر الجانب الأيسر من المسار الذي يفضل. وبهذه الطريقة يتم تأمين القارب الفائز ضد خسارة الصدارة بسبب تحول الرياح الذي يفضل الجانب الأيمن من المسار. في سباقات الأسطول، غالبًا ما تكون هناك قوارب على جانبي المسار، مما يتطلب من القارب الرئيسي الإبحار على الجانب الذي يعتبره الأسرع.
يعد انتزاع الأخطاء أيضًا جزءًا مهمًا من سباق المبارة. نظرًا لأن الأخطاء في سباق المراكب الشراعية تعاقب القارب المخالف ولكن لا تستفيد من القارب المخالف، فإن ارتكاب خطأ في سباق الأسطول يكاد يكون دائمًا خسارة صافية. ومع ذلك، عندما يكون هناك قاربان فقط في المسار، فإن أي عقوبة لأي قارب تكون ميزة للآخر. لذلك، في سباق المبارة، سيحاول القارب في كثير من الأحيان أن يضع نفسه في وضع حيث لن يكون أمام القارب الآخر خيار سوى إفساده أو إجراء تغيير غير مواتٍ في المسار، حتى على حساب الإبحار في مسار أبطأ بحد ذاته.

### الأحداث
تتم معظم سباقات المبارة بين قوارب ذات تصميم واحد، مما يعني أنه من الناحية المثالية يجب أن تعمل القوارب بشكل متماثل في جميع نقاط الإبحار وأن أي اختلافات في الأداء تُعزى إلى الطاقم فقط. أبرز بطولات سباقات المبارة هي كأس أمريكا الذي كان حتى عام 2007 مبحرًا على متن قوارب من فئة كأس أمريكا الدولية، وهي فئة الفورمولا. يتم التحكم في تصميم قوارب فئة كأس أمريكا من خلال صيغة معقدة تتيح للمصممين مساحة لا بأس بها لتحسين الظروف المتوقعة المختلفة. وقد أدى ذلك إلى عدم أداء القوارب بشكل متماثل في جميع نقاط الشراع، مما يفتح تكتيكًا آخر لسباق المبارة لإجبار الخصم على نقطة إبحار غير مفضلة. خلال بطولة كأس أمريكا لعام 2003 بين Oracle BMW Racing وAlinghi ، على سبيل المثال، كان قارب Alinghi أثقل وزنًا ولكنه أكثر قوة ومفضلًا في النقاط الأعلى من الإبحار في اتجاه الريح. استخدمت Alinghi تكتيك الوصول إلى الريح من Oracle على قدم الريح وإجبارها على الصعود إلى مسار حيث كانت Alinghi أسرع نسبيًا، على الرغم من أن Alinghi نفسها كان من الممكن أن تبحر بشكل أسرع إلى خط النهاية في مسار منخفض.
تم تقديم سباق المبارة في الألعاب الأولمبية خلال دورة الألعاب الأولمبية عام 1992 في برشلونة بإسبانيا. أقيم سباق المبارة في سولينج بعد سباقات الاختيار في شكل سباق الأسطول أيضًا في سولينج. استمر هذا الانضباط في أولمبياد 1996 و2000 . حدث جديد لعام 2012 كان سباق سباق القوارب للسيدات ، باستخدام إليوت 6 أمتار.
جولة العالم لسباق المبارة هي سلسلة سباق المبارة لزوارق أحادية الهيكل في العالم. تمت المصادقة عليه من قبل الاتحاد الدولي للإبحار (إيساف) «كحدث خاص».
تتألف الجولة من سلسلة من 9 أحداث تعبر 3 قارات خلال الموسم. تستخدم خلالها يخوت سباقات متطابقة يتم توفيرها محليًا وتقام الأحداث في أماكن إبحار عالمية المستوى مثل: مرسيليا وسانت موريتز وبورتيماو وكوالا تيرينجانو وجيونجي وهاملتون.
تتمتع جولة العالم لسباق المبارة بتاريخ عريق في سلسلة سباقات المبارة منذ إنشائها في عام 1988 وتعتمد على تراث أول سباق للمبارة في كأس الملك إدوارد السابع الذهبي في هاميلتون، برمودا في عام 1937. لا تزال كأس برمودا الذهبية حدثًا سنويًا وهي مرحلة أساسية في جولة العالم لسباق المبارة.
كذلك هناك سلسلة سباقات المبارة الدولية للسيدات (سلسلة WIM)، وهي سلسلة الإبحار المحترفة الأولى والوحيدة للسيدات، بدأت في عام 2013 من قبل الرابطة الدولية لسباق المبارة للسيدات (WIMRA). تتكون سلسلة WIM من 4-5 أحداث سنويًا تقام في جميع أنحاء العالم.
هناك أيضا أحداث بارزة أخرى لسباق المبارة في الإبحار مثل كأس كندا وكأس ريتشاردسون، وكلاهما يقامان في منطقة البحيرات العظمى. ينظم ويرعى جائزة كاس ريتشاردسون اتحاد سباقات اليخوت في منطقة البحيرات العظمى.
الغرانددادي لسباق المبارة (The Granddaddy of Match Racing) هو كأس الكونجرس، الذي يقام في نادي لونع بيتش لليخوت (Long Beach Yacht Club) كل ربيع، ويتميز بسباق على مدى 5 أيام، حيث يتم الإبحار بواسطة يخوت متطابقة من نوع كاتاليناس 37 قدم (Catalinas 37) تم بناؤها خصيصًا لهذا الحدث بواسطة Frank Butler. يُبحر السباق من رصيف بيلمونت في لونج بيتش، كاليفورنيا. ويجتذب العديد من البحارة الذين يواصلون المنافسة في كأس أمريكا.
كأس التحدي الدائم في سان فرانسيسكو (The San Francisco Perpetual Challenge Trophy) هو ثاني أقدم بطولة لسباق المبارة، أُقيم الحدث لأول مرة في عام 1895 على خليج سان فرانسيسكو، مع فوز Encinal Yacht Club's El Sueno على San Francisco Yacht Club's Queen بفارق 11 دقيقة على مسافة 15 ميلاً.

## سباق المباراة في سباق الخيل
تشمل سباقات المبارة سباقات الخيل الشهيرة التالية:
- سباق مباراة في عام 1823 على مضمار الاتحاد في لونغ آيلند اقيم على 3 مراحل تصفيات، كل منها 4 أميال، بين American Eclipse و Sir Henry ، فاز به American Eclipse.
- سباق مباراة في عام 1851 في يورك بين الفائزين بديربي إبسوم The Flying Dutchman و Voltigeur .
- سباق المبارة في عام 1854 في مضمار سباق ميتايري في نيو أورلينز بين Lexington و Lecomte ، فازت به Lexington.
- سباق المبارة في عام 1878 الذي بلغ طوله أربعة أميال اقيم في لويزفيل بين Eastern U.S. colt Ten Broeck وCalifornia filly Mollie McCarty.
- المسابقة الكندية بين Man o' War وSir Barton في عام 1920، والتي فاز بها Man O'War.
- سباق المبارة في 19 سبتمبر 1942، فاز به الحصان الصاب على الحصان ويرلاواي، حيث جرى السباق في ناراغانسيت بارك .
- سباق المبارة في عام 1955 بين ناشوا وسواب.
- سباق المبارة في عام 1966 المسمى Pace of the Century بين الحصان بريت هانوفر والحصان كارديجان باي.
- سباق المبارة في عام 1975 المأساوي بين المهر فوليش بليجر والمهرة روفيان في بلمونت بارك . انكسر ظهر روفيان وتم انهاء حياتها بالقتل الرحيم؛ دفنت رفاتها في حديقة بلمونت بارك.

## روابط خارجية
- الرابطة الدولية لسباقات المباريات النسائية
- مباراة ليسيكيل للسيدات
- الرابطة الهولندية للمباريات وسباق الفرق
- سلسلة سباقات المباريات الدولية للسيدات